# Unterzeil (Leutkirch im Allgäu)

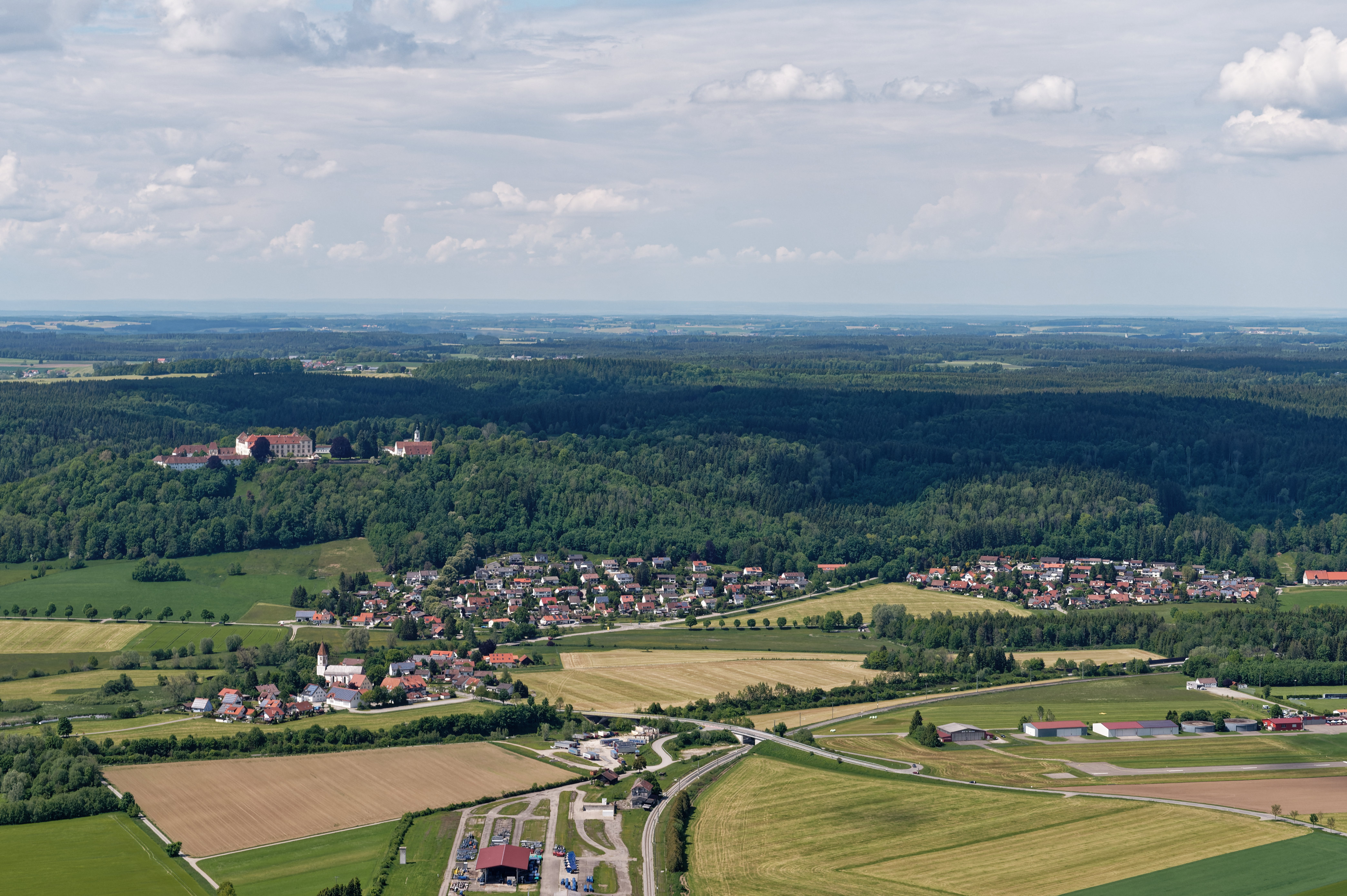
Luftbild Unterzeil aus Juni 2021 mit Schloss Zeil im Hintergrund und Verkehrslandeplatz Leutkirch-Unterzeil am rechten Bildrand.

Unterzeil ist ein Dorf in der Gemarkung des Stadtteils Reichenhofen im Norden der Großen Kreisstadt Leutkirch im Allgäu im Landkreis Ravensburg in Baden-Württemberg. In Unterzeil wohnen etwa 500 Einwohner.

## Geographie
Unterzeil steht beidseits der Wurzacher Ach zwischen im Nordwesten dem Schloss Zeil auf einem Sporn der linken Randhöhe und im Südosten der weiten Mündungsebene des Flüsschens, das wenig unterhalb mit der Eschach zur Aitrach zusammenfließt. Etwas östlich des Ortes liegt der Verkehrslandeplatz Leutkirch-Unterzeil. Der Ort wird von der L 301 Niederhofen–Seibranz durchquert, die sich dort mit der von Reichenhofen nach Auenhofen dem Lauf der Ach folgenden K 8030 kreuzt. Zwischen der Dorfgrenze und dem Flugplatz verläuft die A 96, die am Ort keine Auffahrt hat.

## Geschichte

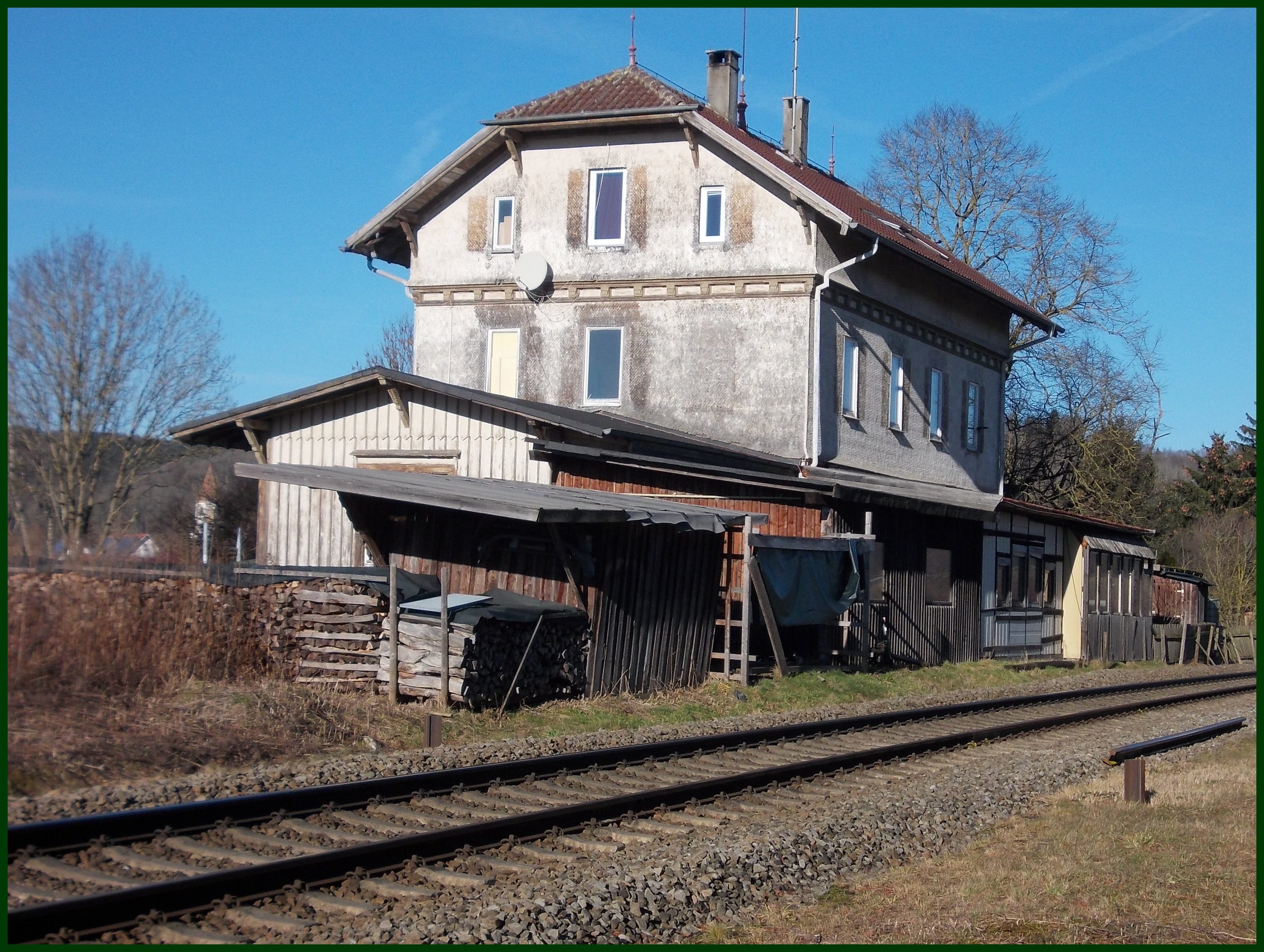
Ehemaliges Bahnhofsgebäude in Unterzeil

Um 1801/04 kam es zur Vereinödung des Ortes, danach entstand der Ortsteil Greis, an den die Greishofstraße erinnert, sowie später ein größeres Neubaugebiet an der Schlosshalde.
Der ehemalige Holzhof Zeil soll zu einem Gewerbegebiet entwickelt werden.

## Religion
Im Jahre 1275 wurde vor Ort eine Kirche und Pfarrei Sankt Magnus erwähnt. Das Patronat lag bei der Herrschaft Zeil. Im Jahre 1608 wurde die Pfarrei an die Stiftskirche beim Schloss Zeil verlegt und dem Stift inkorporiert.

## Sehenswürdigkeiten
Die spätgotische Wehrkirche St. Magnus gilt als eine der schönsten und geschlossensten Kirchenanlagen des Landkreises Ravensburg. Zur Gesamtanlage zählen eine Wehrmauer, ein zinnenbekrönter Torbau sowie ein Seelhäuschen in der Südwestecke des angrenzenden Friedhofs.